# Antonín Breburda
Antonín Breburda byl český fotbalista, útočník a fotbalový trenér.

## Fotbalová kariéra
Hrál za SK Viktoria Žižkov a Čechii Karlín. Vítěz Poháru dobročinnosti 1914 a finalista 1912.

## Trenérská kariéra
Trenér SK Viktoria Žižkov v letech 1927–1929. V roce 1928 přivedl Viktorii Žižkov jako trenér k jedinému mistrovskému titulu v její historii.